# 佛陀什
佛陀什，罽賓人。在南朝宋來到中國，駐錫於建康龍光寺，為中國比丘戒的律本翻譯提供了顯著的貢獻。

## 弘法經歷
佛陀什年少時受業於彌沙塞部僧。專精於律品，兼達禪要。在南朝宋景平元年七月到達中國揚州。
沙門法顯在佛陀什之前，已於師子國得到《彌沙塞律》梵本。可惜來不及翻譯而法顯遷化。由於佛陀什擅於律學，受到當時僧眾所請在景平元年冬天十一月，於龍光寺，譯出《彌沙塞律》三十四卷。當時稱為《五分律》。由佛陀什口誦梵文，于闐沙門智勝翻譯，龍光道生、東安慧嚴共同執筆參正，宋侍中瑯瑘王練為檀越，譯經工作結束於景平二年四月。
佛陀什譯經之後的去蹤，並不為僧傳所記。

## 魏晉南北朝律學發展
佛陀在世，依佛陀而學。佛陀滅度，以戒為師。經典結集時，戒律之部，則由佛陀弟子中「持律第一」的優婆離尊者主持律藏的完成，當時稱之為《.   [2020-12-17]. （原始内容存档于2020-11-23）.》。後經傳承，大迦葉以至第五祖優波掘時，陸續刪節，只剩下十誦，故稱《十誦律》。
中國戒律發展初期，由曹魏時的曇柯迦羅首先譯出《僧祇戒本》，為律學萌芽打下基礎。西晉到南朝宋元嘉年間，中原的譯經家主要都來自罽賓（今喀什米爾），如僧伽提婆、佛陀耶舍。至若到過罽賓游學而來到漢地的僧人就更多了，如佛圖澄、鳩摩羅什、曇無讖等人。
鳩摩羅什在龜茲（今新疆庫車一帶），受律於卑摩羅叉，鳩摩羅什因故破戒而不敢傳授戒律。後邀請罽賓三藏弗若多羅至長安傳授戒律。姚秦弘始六年（404年）十月十七日，集義學沙門六百餘人於長安中寺，由弗若多羅誦出，鳩摩羅什譯文，進行《十誦律》的漢譯；完成三分之二，弗若多羅入滅。由於漢譯只憑口傳而無梵本，弗若多羅一去世，譯事即告中輟。後曇摩流支東來，由廬山慧遠修書給曇摩流支，邀請他至長安傳授戒律，並依所攜梵本，與鳩摩羅什繼續譯出《十誦律》，共五十八卷。未及刪定，羅什入滅，卑摩羅叉將初稿帶到壽春（今安徽壽縣）石澗寺，又補譯出《善誦毗尼序》（或稱《毗尼誦》）三卷，整理為六十一卷。
《十誦律》傳入中國後，與《四分律》、《五分律》、《摩訶僧祇律》並為四大律典。盛行於南北朝時期，與《僧祇律》並為顯學，江南一帶多尊崇《十誦律》，關中則多尚《僧祇律》。隋唐時期，因為律宗尊崇《四分律》，漸被取代。

## 譯經貢獻
- 彌沙塞律三十四卷
- .   [2022-05-29]. （原始内容存档于2021-06-15）.一卷
- 彌沙塞羯磨一卷